# Taphozous hilli
Taphozous hilli — є одним з видів мішкокрилих кажанів родини Emballonuridae.

## Поширення
Країни поширення: Австралія. Вид присутній в посушливих районах і є рідкістю в піщаній пустелі. Лаштує сідала в ущелинах, печерах, і занедбаних шахтах. Самиці народжують одне дитинча.

## Загрози та охорона
Здається, немає серйозних загроз для цього виду. Зустрічається в деяких охоронних територіях.